# Open Shading Language
Open Shading Language (OSL) はソニー・ピクチャーズ・イメージワークスが Arnold Renderer で使うために開発したシェーディング言語である。この言語は Illumination Research の 3Delight レンダラー、Otoy の Octane Render、V-Ray 3、及び Blender の Cycles レンダリングエンジン (Blender 2.65 より) でもサポートされている。OSL のサーフェス及びボリュームシェーダーはサーフェスやボリュームの散乱光をどのように処理するかを重点サンプリングできる形で定義する。そのため、OSL はレイトレースとグローバル・イルミネーションをサポートする物理ベースレンダラーに良く適している。 

## 映画
OSL は2012年以降に製作された以下を含む多数の映画に使われている：
- メン・イン・ブラック3
- アメイジング・スパイダーマン
- モンスター・ホテル